# سابين يوحنا
سابين يوحنا (بالألمانية: Sabine John) (و. 1957  م) هي منافسة ألعاب القوى من ألمانيا، وألمانيا الشرقية، شاركت في ألعاب قوى في الألعاب الأولمبية الصيفية 1988 – سيدات قفز طويل ‏، وألعاب قوى في الألعاب الأولمبية الصيفية 1988 – سباعي سيدات ‏.

## جوائز
حصلت على جوائز منها:
- وسام الاستحقاق الوطني الذهبي
- وسام نجمة صداقة الشعوب لألمانيا الشرقية [الإنجليزية]‏

## روابط خارجية
- سابين يوحنا على موقع الاتحاد الدولي لألعاب القوى (الإنجليزية)
- سابين يوحنا على موقع اللجنة الأولمبية الدولية (الإنجليزية)
- سابين يوحنا على موقع أوليمبيديا (الإنجليزية)